# Rosalba hovorei
Rosalba hovorei là một loài bọ cánh cứng trong họ Cerambycidae.